# Найдин, Дмитрий Павлович
Дмитрий Павлович Найдин (28 января 1919, Кременчуг — 25 февраля 2009 или 2009, Москва) — советский и русский учёный-геолог, палеонтолог и стратиграф. Доктор геолого-минералогических наук, профессор МГУ, Заслуженный деятель науки РСФСР, редактор журнала «Бюллетень МОИП» (геологический). Участник Великой Отечественной войны.
Его работы по белемнитам, биостратиграфии, палеогеографии, определению границы К-Т, геохимии и изотопам способствовали усовершенствованию научных знаний о верхнем меле, он также развивал международное научное сотрудничество.

## Биография
Родился 28 января 1919 года в городе Кременчуге (Полтавская губерния, Украинская Народная Республика, под контролем армии РСФСР) в семье агрономов. Отец — Павел Георгиевич Найдин, доктор сельскохозяйственных наук, с 1931 года работал во Всесоюзном научно-исследовательском институте удобрений и агропочвоведения и до 1969 года возглавлял созданный им отдел Географической сети опытов с удобрениями. Мать — Анна Леонтьевна Маслова, кандидат сельскохозяйственных наук, заведовала лабораторией в том же институте.
В 1941 году, окончив Московский геологоразведочный институт им. С. Орджоникидзе (МГРИ), начал работать в Таджикской геологической партии. В 1942 году был призван в армию, обучался в училище связи, служил командиром взвода связи артиллерийских войск до августа 1945 года (Корея).
С февраля 1946 года — сотрудник кафедры общей геологии МГРИ, учился в аспирантуре у Н. С. Шатского.
Работал в Карпатской экспедиции у А. А. Богданова. В 1951 году вместе с ним перешёл на Геологический факультет МГУ на должность ассистента, затем стал доцентом (1953) и профессором (1966) кафедры исторической и региональной геологии.
Изучал верхнемеловые отложений в Поволжье, на юге Восточно-Европейской платформы, в Крыму, на Северном Кавказе, в Прикаспии и Закаспии.
В 1965 году защитил докторскую диссертацию по теме «Верхнемеловые белемниты (семейство Belemnitellidae Pavlow) Русской платформы и сопредельных областей».
В 1974 году был опубликован «Атлас верхнемеловой фауны Донбасса», где он описал аммонитов и белемнитов юга СССР.
Инициатор комплексного изучения проблемы границы сантонского и кампанского ярусов на Русской платформе.
В университете читал лекции по исторической геологии на геологическом и географическом факультетах, вёл спецкурсы: «Методы стратиграфии», «Геология океанов», «Физикохимические методы в палеогеографии» и др.
25 лет был главным редактором журнала «Бюллетень МОИП», серия/отдел геологический.
Скончался 25 февраля 2009 года в Москве. Похоронен на Ваганьковском кладбище, участок 10.

## Награды, звания и премии
- 1945 — Медаль «За победу над Германией в Великой Отечественной войне 1941—1945 гг.»
- 1945 — Медаль «За победу над Японией»
- 1973 — Премия МОИП
- 1975 — Орден Отечественной войны II степени
- 1985 — Премия МОИП
- Заслуженный деятель науки РСФСР
- Соросовский профессор
- 1997 — Заслуженный профессор МГУ.

#### Монографии
Д. П. Найдин опубликовал 13 монографий, учебные пособия и более 250 статей и тезисов, среди них:
- Найдин Д. П. Верхнемеловые белемниты Западной Украины // Материалы по биостратиграфии западных областей Украины. Тр. Моск. геолого-разведочного ин-та им. С. Орджоникидзе. Т. 27. М.: Госгеолиздат, 1952. — С. 4—169.
- Герасимов П. А., Мигачева Е. Е., Найдин Д. П., Стерлин Б. П. Юрские и меловые отложения Русской платформы. М.: МГУ. 1962. — 195 с.
- Найдин Д. П. Верхнемеловые белемниты Русской платформы и сопредельных областей: Актинокамаксы, гониотейтисы и белемнеллокамаксы. М.: МГУ. 1964. — 212 с.
- Казакова В. П., Найдин Д. П. Историческая геология: Методические указания для студентов. М.: МГУ, 1967. — 50 с. 3-е переиздания.
- Найдин Д. П. Морфология и палеобиология верхнемеловых белемнитов. М.: МГУ, 1969. — 302 с.
- Тейс Р. В., Найдин Д. П. Палеотермометрия и изотопный состав кислорода органогенных карбонатов. М.: Наука, 1973. — 254 с.
- Найдин Д. П., Похиалайнен В. П., Кац Ю. И., Красилов В. А. Меловой период. Палеогеография и палеоокеанология. М.: Наука, 1986. — 262 с.
- Найдин Д. П., Копаевич Л. Ф. Внутриформационные перерывы верхнего мела Мангышлака / МГУ им. М. В. Ломоносова, Геол. фак. — М.: Изд-во МГУ, 1988. — 132 с.: ил.
- Найдин Д. П., Беньямовский В. Н., Копаевич Л. Ф. Палеогеографическое обоснование стратиграфических построений. М.: МГУ, 1994. — 135 с.
- Барабошкин Е. Ю., Веймарн А. Б., Копаевич Л. Ф., Найдин Д. П. Изучение стратиграфических перерывов при производстве геологической съемки: Методические рекомендации. М.: МГУ, 2002. — 163 с.
- Барабошкин Е. Ю., Найдин Д. П., Беньямовский В. Н. и др. Проливы Северного полушария в мелу и палеогене. М.: МГУ, 2007. — 182 с.

#### Учебные пособия
- Казакова В. П., Найдин Д. П. Историческая геология. Методические указания для студентов-заочников II курса географических факультетов гос. ун-тов. М.: Изд-во Моск. ун-та, 1967. — 50 с.
- Казакова В. П., Найдин Д. П. Историческая геология. Методические указания для студентов заочных и вечерних отделений географических факультетов государственных университетов. 2-е изд. М.: Изд-во Моск. ун-та, 1970. — 78 с.
- Казакова В. П., Найдин Д. П. Историческая геология. Методические указания для студентов заочных и вечерних отделений географических факультетов государственных университетов. 3-е изд. М.: Изд-во Моск. ун-та, 1977. — 117 с.
- Казакова В. П., Найдин Д. П. Историческая геология. Методические указания и задания к практическим занятиям. М.: Изд-во Моск. ун-та, 1983. — 135 с.

#### Статьи в зарубежных научных журналах
- Naidin D. P. On the paleogeography of the Russian Platform during the Upper Cretaceous epoch // Acta Universitatis Stockholmiensis. Stockholm Contributions in Geology. 1959. Vol. 3, № 6. P. 127—138.
- Naidin D. P. The stratigraphy of the Upper Cretaceous of the Russian Platform // Acta Universitatis Stockholmiensis. Stockholm Contributions in Geology. 1960. Vol. 6, № 4. P. 39—61.
- Reyment R. A., Naidin D. P. Biometric study of Actinocamax verus s.l. from the Upper Cretaceous of the Russian Platform // Acta Universitatis Stockholmiensis. Stockholm Contributions in Geology. 1962. Vol. 9, № 4. P. 147—206.
- Najdin D. P. Biostratigraphie und Palaogeographie der Oberen Kreide der Russischen Tafel // Geol. Jb. 1969. Bd. 87. S. 157—186.
- Tejs R. W., Najdin D. P. Bestimmung der Jahremitteltemperaturen und der jahreszeitlichen Temperaturen an Hand der Sauerstoffisotopenverteilung im Kalzit von marinen Fossilien der Russischen Tafel // Geologie. 1969. Bd 18, H. 9. S. 1062—1071.
- Naidin D. P. Some notes on the proposed neotype for Belemnites mucronatus Link, 1807 Z.N. (S.) 1160 // Bull. Zool. Nomencl. 1971. Vol. 28, № 5/6. P. 131—138.
- Naidin D. P. The Cretaceous/Tertiary boundary in the USSR // Christensen W.K., Birkelund T. (eds.). Cretaceous-Tertiary boundary events. II. Proceedings. Copenhagen, 1979. P. 188—201.
- Naidin D. P. Vergleichende Straigraphie der oberen Kreide der Russischen Tafel und West-Europas // Aspekte der Kreide Europas. IUGS Ser. A. 1979. Vol. 6. P. 497—510.
- Naidin D. P. The Russian Platform and the Crimea // Aspects of Mid-Cretaceous regional geology. IGCP Project 58. London: Academic Press, 1981. P. 29—68.
- Naidin D. P. Late Cretaceous transgressions and regressions on the Russian Platform // Zitteliana. 1983. Bd. 10. P. 107—114.
- Naidin D. P. [Report (USSR)] // Events of the Mid-Cretaceous. Final report on results obtained by IGCP Project N 58, 1974–1985. Physics and Chemistry of the Earth. Vol. 16. Oxford: Pergamon Press, 1986. P. 70—75.
- Naidin D. P. The Cretaceous/Tertiary boundary in Mangyshlak, USSR // Geol. Mag. 1987. Vol. 124, № 1. P. 13—19.
- Naidin D. P. Cenomanian/Turonian and Maastrichtian/Danian events in the eastern European paleobiogeographical region // Mitt. Geol.-Palaontol. Inst. Univ. Hamburg. 1996. Heft 77. P. 369—378.
- Naidin D. P., Kostak M. The manner of preservation of the Lower Campanian baculites from locality Temir river (North-West Kazakhstan) // Vestnik Ceskeho geologickeho ustavu. 1998. Vol. 73, № 3. P. 193—200.
- Naidin D. P., Beniamovski V. N. (2006) The Campanian–Maastrichtian Stage Boundary in the Aktulagai Section (North Caspian Depression) // Stratigraphy and Geological Correlation. Vol. 14. No. 4. Pp. 433—443.

#### Статьи о геологах
- Сергей Алексеевич Добров (1884—1959) // Бюллетень МОИП. Отд. геол. 1986. Т. 61, вып. 5. — С. 121—123.
- Эдуард Зюсс (к 100-летию выхода в свет первого тома «Лика Земли») // Бюлпетень МОИП. Отд. геол. 1986. Т. 61, вып. 1. — С. 96—108.
- Георгий Федорович Мирчинк (1889—1942) // Бюллетень МОИП. Отд. геол. 1989. Т. 64, вып. 6. — С. 131—135.
- Н. С. Шатский и стратиграфия верхнего мела // Бюллетень Московского общества испытателей природы. Отд. геол. — 1995. — Т. 70, вып. 4. — С. 73—82.
- О преподавательской деятельности Н. С. Шатского (по воспоминаниям студента и преподавателя) // Изв. вузов. Геол. и разведка. 1995. № 6. — С. 107—110.
- Воспоминание о Михаиле Владимировиче Муратове (1908—1982): Геолог-тектонист: К 90-летию со дня рождения // Бюллетень Московского общества испытателей природы. Отд. геол. — 1998. — Т. 73, вып. 2. — С.  6—9.
- Геолог Михаил Владимирович Муратов // М. В. Муратов – ученый и педагог. К 100-летию со дня рождения. М.: ГЕОС, 2007. — С. 139—142.
- Воспоминания о Георгии Павловиче Леонове // Бюллетень МОИП. Отд. геол. — 2008. № 5. — С. 98.

## Память
- 2009 — 90-летнию Д. П. Найдина посвящён специальный номер «Бюллетеня Московского общества испытателей природы. Отдел геологический» — выпуск 2 за 2009 год[8].
- 23—28 августа 2010 года на экологическом факультете Ульяновского государственного университета состоялось совещание, «посвященное памяти выдающегося отечественного исследователя меловой системы Дмитрия Павловича Найдина».